# Němčice, Blansko
Němčice là một làng thuộc huyện Blansko, vùng Jihomoravský, Cộng hòa Séc.